# Пшизов
Пшизов (рос. Пшизов; адиг. Пщыжъхьабл) — аул Шовгеновського району Адигеї Росії. Входить до складу Хатажукайського сільського поселення.
Населення — 889 осіб (2015 рік).